# El Heraldo de Chihuahua
El Heraldo de Chihuahua es un diario mexicano, publicado en la ciudad de Chihuahua y distribuido también en otras ciudades del estado. Fundado en 1927, es el diario más antiguo del estado de Chihuahua y de la Organización Editorial Mexicana, su empresa propietaria. Es uno de los diarios de mayor tiraje en el estado de Chihuahua. Su principal competidor es El Diario de Chihuahua.

## Historia
Su primera edición fue publicada el 14 de julio de 1927, siendo fundado y dirigido por Alberto Ruiz Sandoval, conocido entonces solamente como El Heraldo, contando con cuatro páginas y una mala calidad en su impresión, compitiendo con los ya existentes "Correo de Chihuahua" y "Voz de Chihuahua". Sus primeros talleres se ubicaron en la calle Cuarta entre la Aldama y Victoria. En un inicio, su fundador era director, reportero y repartidor del diario.
Para 1928, el diario atrajo la atención del público y aumentó drásticamente su tiraje al ser el único en Chihuahua en dar seguimiento a la historia del Niño Fidencio en Nuevo León, así como a la muerte del piloto mexicano Emilio Carranza y el asesinato del presidente Álvaro Obregón.
En febrero de 1944, el diario fue vendido a José García Valseca luego de que este fundara El Fronterizo, en Ciudad Juárez a principios de septiembre del año anterior, dando origen de esta manera a la Cadena de Periódicos García Valseca, con esta venta, Alberto Ruiz continuó siendo director, la calidad del diario mejoró, se comenzó a imprimir diariamente y cambió su nombre a El Heraldo de Chihuahua. Anteriormente, el periódico había tratado de ser comprado por Ignacio Lomelí Jáuregui, para ser trasladado a Aguascalientes sin éxito. En septiembre de ese año, Manuel Suzarte Cabrera fue nombrado director.
El diario fue objeto de atención pública durante la primera mitad de los años 60 luego de que este tomara junto con El Fronterizo y El Mexicano de Ciudad Juárez una línea editorial crítica con el gobierno del estado y en particular contra el gobernador Práxedes Giner Durán. Dicha campaña resultó bastante extraña para la época y se enfocaba en no mencionar el nombre del mandatarios y por otra parte hacer públicos escándalos y errores cometidos por este y sus allegados. En 1964 se inició con la publicación del diario vespertino El Heraldo de la Tarde. Para 1968 se inició la impresión a color.
En 1972, la Cadena García Valseca pasó por medio de la paraestatal Somex a ser propiedad del gobierno mexicano presidido entonces por Luis Echeverría Álvarez, luego de una serie de adeudos que amenazaban con su quiebra y una fallida venta a Eugenio Garza Sada que fuera asesinado el año siguiente. Ante esto, El Heraldo de Chihuahua y El Heraldo de la Tarde pasaron a ser manejados por el gobierno. Para 1976 la Cadena fue vendida al empresario Mario Vázquez Raña que la refundó como la Organización Editorial Mexicana.
El 24 de marzo de 1994, Javier Contreras Orozco fue nombrado director, en sustitución de Alejandro Irigoyen En 1995 fueron cerrados El Heraldo de Camargo y El Heraldo de Jiménez, cuya edición era coordinada por El Heraldo de Chihuahua. Por otro lado, en 1997 se empieza a editar El Heraldo de Cuauhtémoc y en 1998 El Heraldo de Delicias bajo coordinación de El Heraldo de Chihuahua. A finales de esta década se lanza la primera versión web del diario. 
El 2 de febrero de 2019 se publicaría la última edición de El Heraldo de la Tarde y ese mismo mes fueron cerradas las ediciones de El Heraldo de Delicias, El Heraldo de Cuauhtémoc y El Heraldo del Noreste, y ante esto se empezó a distribuir El Heraldo de Chihuahua en esas ciudades. Para finales de marzo de ese año, Roberto Alvarado Gates asumió la dirección del diario, puesto que dejó meses más tarde.
El 27 de enero de 2020, Georgina Morett Cuevas llegó a la dirección del rotativo; en julio del mismo año, se crea el primer Consejo Editorial en el estado, mismo que es conformado por representantes de gobierno, universidades, sector empresarial y organizaciones civiles.
El 23 de octubre de 2020 el diario cambió su formato de papel del gran formato por el tabloide. A principios de 2021 Martha G. Nicholson asumió como directora así como de El Heraldo de Juárez y El Sol de Parral.